# Felix Klemperer
Felix Klemperer (geboren am 9. Oktober 1866 in Landsberg an der Warthe; gestorben am 2. April 1932 in Berlin) war ein deutscher Internist.

## Leben
Felix Klemperer war der dritte Sohn des Reformrabbiners Wilhelm Klemperer (1839–1912). Er hatte acht Geschwister, darunter den Schriftsteller und Literaturwissenschaftler Victor Klemperer und den Internisten Georg Klemperer. Der Dirigent Otto Klemperer war ein Vetter. Felix Klemperer studierte Medizin an den Universitäten Berlin und Straßburg, u. a. bei Ernst von Leyden und Bernhard Naunyn. Er promovierte 1889 in Berlin zum Thema Traumatische Tabes und war von 1893 bis 1899 Dozent für Innere Medizin an der Universität Straßburg. 1900 ließ er sich in Berlin als Spezialist für Hals- und Brustkrankheiten nieder. Ab 1921 war er außerordentlicher Professor an der Universität Berlin und Direktor des Städtischen Krankenhauses Berlin-Reinickendorf (jetzt Vivantes Humboldt-Klinikum, Standort Am Nordgraben). Er war Spezialist auf dem Gebiet der Tuberkulose.
Wegen seines hohen internationalen Rufs lud ihn 1922 der nach einem Attentat schwer erkrankte sowjetische Staatschef Wladimir Iljitsch Lenin nach Moskau ein, wo Klemperer ihn für therapierbar hielt. Auch Felix’ Bruder Georg war als Arzt bei Lenin.
Am 13. November 1900 heiratete er Betty Goldschmidt, Tochter des Kaufmanns Julius Goldschmidt und seiner Frau Rebecca. Das Paar hatte drei Kinder, Ilse, Curt und Wolfgang.
Felix Klemperer wurde auf dem Friedhof Wilmersdorf beigesetzt. Das Grab ist nicht mehr erhalten. Die Familie wurde zur Flucht gezwungen. Die Nachfahren leben in Brasilien und USA.

## Werke
Klemperer hat eine Reihe von medizinischen Fachbüchern veröffentlicht. Sein Hauptwerk war das 1920 erschienene Lehrbuch Die Lungentuberkulose, ihre Pathogenese, Diagnostik und Behandlung. Ferner gab er von 1903 bis 1907 zusammen mit Ernst Viktor von Leyden das Sammelwerk Die deutsche Klinik am Eingange des zwanzigsten Jahrhunderts in akademischen Vorlesungen und ab 1928 zusammen mit seinem Bruder Georg das mehrbändige Werk Neue deutsche Klinik: Handwörterbuch der praktischen Medizin mit besonderer Berücksichtigung der inneren Medizin, der Kinderheilkunde und ihrer Grenzgebiete heraus.